# Maes
Maes，本名Walid Georgey，1995年1月10日出生于法国维勒潘特，是一名法国男歌手。

## 生平
Maes出生于维勒潘特，其父母均来自摩洛哥，他有两个姐妹和五个兄弟。14岁时，Maes开始表现出对音乐的兴趣，他曾与他的玩伴SY和Radmo组建MSR乐队。2014年，Maes发布了多支单曲。Maes的首个混音带作品《Réelle vie》于2017年出版发行。

## 作品风格
Maes的作品主题多与巴黎近郊青年生活有关，尤其是其成长的塞夫朗博多特（Beaudottes）街区，其代表作《FC Beaudottes》曾一度登顶法国音乐排行榜。

## 专辑
- 《Réelle vie》（2017年，混音带）
- 《Réelle vie 2.0》（2018年，混音带）
- 《Pure（法语：Pure (album de Maes)）》（2018年）
- 《Les Derniers Salopards（法语：Les Derniers Salopards）》（2020年）
- 《Réelle vie 3.0》（2021年，混音带）
- 《Omerta（法语：Omerta (album de Maes)）》（2023年）
- 《La vie continue（法语：La vie continue (album)）》（2024年）

## 争议
Maes曾于2016年初被判处18个月的监禁，后于2017年底释放。
2023年，Maes因涉嫌参与暴力而遭到指控，同年10月开庭时他曾逃往迪拜，后于2025年1月18日在卡萨布兰卡机场被抓获。